# Caiselli
I Caiselli furono una famiglia aristocratica udinese, ascritta al patriziato veneziano e annoverata fra le cosiddette Case fatte per soldo.

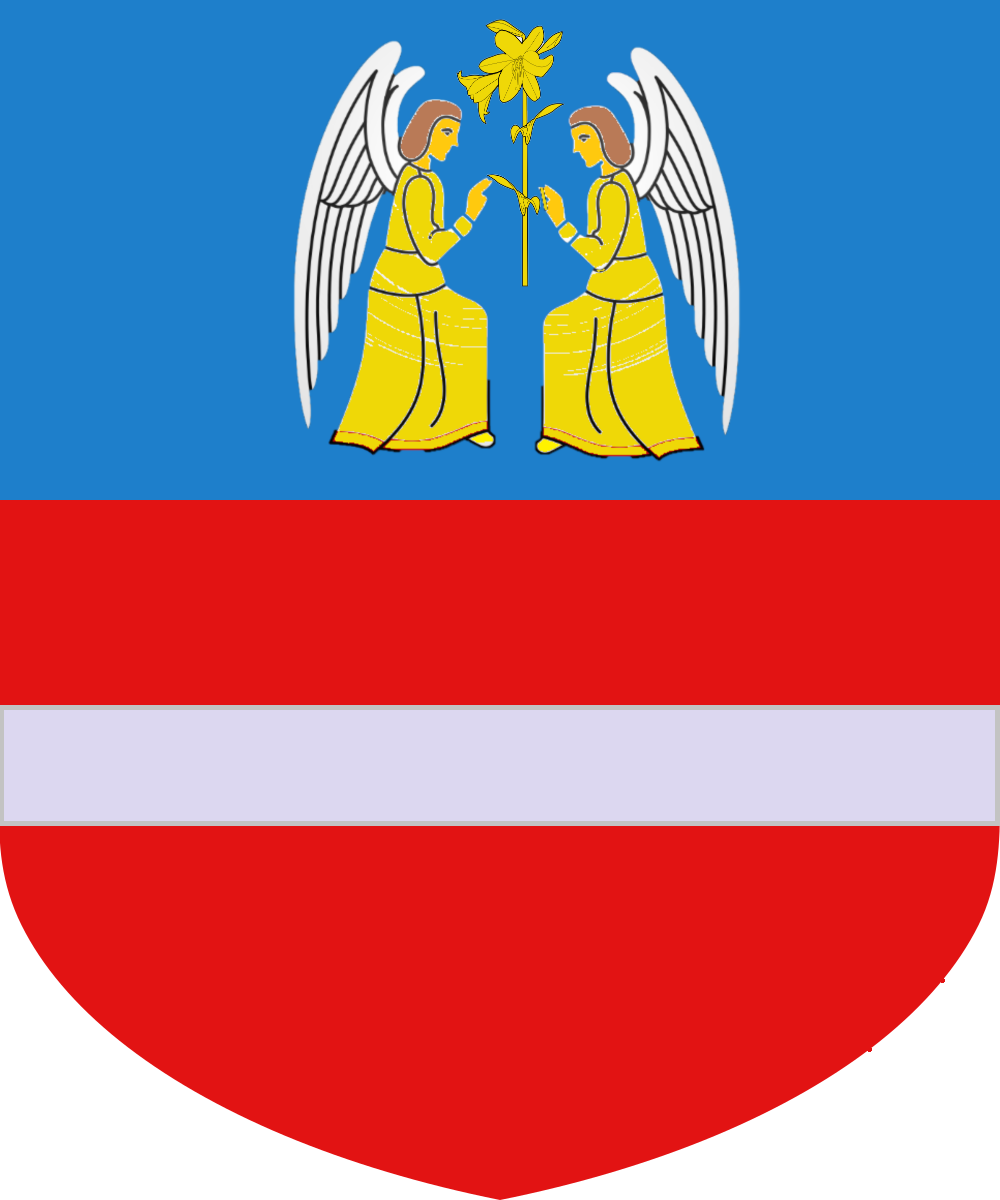
Stemma Caiselli

## Storia
I Caiselli furono un'antica e nobile famiglia friulana originaria di Udine.
Elevati nel 1647 al rango comitale con il predicato di Reana, a seguito dell'acquisto di un feudo e di alcuni villaggi nel basso Friuli, furono ascritti all'Ordine nobile della città di Udine nel 1677. I Caiselli furono tra le undici famiglie che ottennero di entrare a far parte del corpo patrizio veneziano quando, su decisione del Senato, le autorità venete emisero un bando per quaranta famiglie, con l'intento di far affluire nuovi liquidi all'erario pubblico. Il 24 agosto 1779, quindi, i Caiselli fecero il loro ingresso ufficiale in Maggior Consiglio.
Caduta la Repubblica, Carlo Caiselli, cavaliere dell'Ordine della Corona Ferrea, figlio di Francesco e della contessa Caterina Frangipani, ottenne dal nuovo Governo imperiale austriaco, con Sovrana Risoluzione del 2 dicembre 1819, la conferma della nobiltà veneta.

## Luoghi e architetture
- Palazzo Caiselli, a Udine;
- Villa Caiselli Carlutti, a Pavia di Udine.